# Hemel Hempstead Town F.C.
Hemel Hempstead Town FC là một câu lạc bộ bóng đá bán chuyên nghiệp có trụ sở tại Hemel Hempstead, Hertfordshire, Anh. Trực thuộc Hertfordshire County Football Association, đội bóng hiện thi đấu tại National League South và có sân nhà ở Vauxhall Road.

## Danh hiệu
- Southern League
  - Nhà vô địch Premier Division mùa giải 2013–14
- Isthmian League
  - Nhà vô địch Division Two mùa giải 1999–2000
  - Nhà vô địch Division Three mùa giải 1997–98
- Spartan League
  - Nhà vô địch Division One mùa giải 1933–34
  - Nhà vô địch League Cup mùa giải 1933–34
- Hertfordshire Senior County League
  - Nhà vô địch mùa giải 1899–1900
  - Nhà vô địch Western Division các mùa giải 1902–03, 1906–07
- West Herts League
  - Nhà vô địch các mùa giải 1894–95, 1897–98, 1904–05
- Herts Senior Cup
  - Nhà vô địch các mùa giải 1905–06, 1907–08, 1908–09, 1925–26, 2012–13, 2014–15[2]
- Herts Charity Shield
  - Nhà vô địch các mùa giải 1925–26, 1934–35, 1951–52, 1963–64, 1976–77, 1983–84[2]
- Herts Charity Cup
  - Nhà vô địch các mùa giải 2004–05, 2008–09, 2009–10[2]

## Thống kê
- Thành tích tốt nhất tại FA Cup: Vòng một các mùa giải 1938–39, 2014–15[3][4]
- Thành tích tốt nhất tại FA Trophy: Vòng ba các mùa giải 2014–15, 2018–19[4]
- Thành tích tốt nhất tại FA Vase: Vòng năm mùa giải 1981–82[5]
- Kỷ lục khán giả đến sân: 3,500 người trong trận đấu với Tooting & Mitcham United, Vòng một FA Amateur Cup, tháng 1 năm 1962[1]
- Cầu thủ ra sân nhiều nhất: John Wallace, 1,012 lần[1]
- Cầu thủ ghi bàn nhiều nhất: Dai Price[1]